# Critèrium del Dauphiné 2024
El Critèrium del Dauphiné 2024 fou la 76a edició del Critèrium del Dauphiné. Es disputà entre el 2 i el 9 de juny de 2024, amb inici a Sant Porçanh de Siula i final a Glières Plateau. El recorregut, de 1187,6 quilòmetres, es dividí en 8 etapes. La cursa fou el 23è esdeveniment del calendari de l'UCI World Tour 2024.
L'eslovè Primož Roglič (Bora-Hansgrohe) fou el vencedor final i també s'emportà la classificació per punts. Al podi l'acompanyaren l'estatunidenc Matteo Jorgenson (Team Visma-Lease a Bike) i el canadenc Derek Gee (Israel-Premier Tech), segon i tercer respectivament. Jorgenson també guanyà la classificació dels joves mentre que Lorenzo Fortunato (Astana Qazaqstan Team) s'emportà el Gran Premi de la muntanya. El Bora-Hansgrohe fou el vencedor de la classificació per equips.

## Equips participants
Un total de 22 equips participares; 18 foren de UCI WorldTeams i els altres 4 UCI ProTeams.
| WorldTeams (18)- Decathlon-AG2R La Mondiale - Alpecin-Deceuninck - Arkéa-B&B Hotels - Astana Qazaqstan Team - Bahrain Victorious - Bora-Hansgrohe - Cofidis - EF Education-EasyPost - Groupama-FDJ - Ineos Grenadiers - Intermarché-Wanty - Team Visma \| Lease a Bike - Lidl-Trek - Movistar Team - Soudal Quick-Step - Team dsm-firmenich PostNL - Team Jayco AlUla - UAE Team Emirates ProTeams (4)- Lotto Dstny - Israel-Premier Tech - Q36.5 Pro Cycling Team - Uno-X Mobility |
| |

## Recorregut
| Etapa    | Data      | Ciutats d'etapa                               | type                      | Distància (km) | Desnivell (m) | Vencedor de l'etapa   | Líder de la general |
| -------- | --------- | --------------------------------------------- | ------------------------- | -------------- | ------------- | --------------------- | ------------------- |
| 1a etapa | 2 de juny | Sant Porçanh de Siula – Sant Porçanh de Siula | etapa accidentada         | 172,5          | 1.891 m       | Mads Pedersen         | Mads Pedersen       |
| 2a etapa | 3 de juny | Gatnat – Col de la Loge                       | etapa de muntanya         | 142            | 2.499 m       | Magnus Cort Nielsen   | Magnus Cort Nielsen |
| 3a etapa | 4 de juny | Celles-sur-Durolle – Les Estables             | etapa de mitja muntanya   | 181,7          | 2.831 m       | Derek Gee             | Derek Gee           |
| 4a etapa | 5 de juny | Saint-Germain-Laval – Neulise                 | contrarellotge individual | 34,4           | 427 m         | Remco Evenepoel       | Remco Evenepoel     |
| 5a etapa | 6 de juny | Amplepuis – Saint-Priest                      | etapa accidentada         | 167            | 2.306 m       | etapa neutralitzada   | Remco Evenepoel     |
| 6a etapa | 7 de juny | Hauterives – Le Collet d'Allevard             | etapa de muntanya         | 174,1          | 3.439 m       | Primož Roglič         | Primož Roglič       |
| 7a etapa | 8 de juny | Albertville – Samoëns 1600                    | etapa de muntanya         | 155,3          | 4.316 m       | Primož Roglič         | Primož Roglič       |
| 8a etapa | 9 de juny | Thônes – Glières Plateau                      | etapa de muntanya         | 160,6          | 3.751 m       | Carlos Rodríguez Cano | Primož Roglič       |

## Etapes

### Etapa 1
2 de juny de 2024 – Sant Porçanh de Siula fins a Sant Porçanh de Siula, 172,5 km.
| Pos. | Corredor                  | Equip                      | Temps      |
| ---- | ------------------------- | -------------------------- | ---------- |
| 1    | Mads Pedersen (DEN)       | Lidl-Trek                  | 4h 01' 30" |
| 2    | Sam Bennett (IRL)         | Decathlon-AG2R La Mondiale | + 0"       |
| 3    | Hugo Page (FRA)           | Intermarché-Wanty          | + 0"       |
| 4    | Clément Venturini (FRA)   | Arkéa-B&B Hotels           | + 0"       |
| 5    | Owain Doull (GBR)         | EF Education-EasyPost      | + 0"       |
| 6    | Michele Gazzoli (ITA)     | Astana Qazaqstan Team      | + 0"       |
| 7    | Iván García Cortina (SPA) | Movistar Team              | + 0"       |
| 8    | Fred Wright (GBR)         | Bahrain Victorious         | + 0"       |
| 9    | Clément Russo (FRA)       | Groupama-FDJ               | + 0"       |
| 10   | Magnus Cort (DEN)         | Uno-X Mobility             | + 0"       |

| Pos. | Corredor                  | Equip                      | Temps      |
| ---- | ------------------------- | -------------------------- | ---------- |
| 1    | Mads Pedersen (DEN)       | Lidl-Trek                  | 4h 01' 20" |
| 2    | Sam Bennett (IRL)         | Decathlon-AG2R La Mondiale | + 4"       |
| 3    | Hugo Page (FRA)           | Intermarché-Wanty          | + 6"       |
| 4    | Mathis Le Berre (FRA)     | Arkéa-B&B Hotels           | + 7"       |
| 5    | Mark Donovan (GBR)        | Q36.5 Pro Cycling Team     | + 8"       |
| 6    | Casper Pedersen (DEN)     | Soudal Quick-Step          | + 9"       |
| 7    | Clément Venturini (FRA)   | Arkéa-B&B Hotels           | + 10"      |
| 8    | Owain Doull (GBR)         | EF Education-EasyPost      | + 10"      |
| 9    | Michele Gazzoli (ITA)     | Astana Qazaqstan Team      | + 10"      |
| 10   | Iván García Cortina (SPA) | Movistar Team              | + 10"      |

### Etapa 2
3 de juny de 2024 – Gatnat fins al Col de la Loge, 142,0 km.
| Pos. | Corredor                  | Equip                 | Temps      |
| ---- | ------------------------- | --------------------- | ---------- |
| 1    | Magnus Cort (DEN)         | Uno-X Mobility        | 3h 21' 42" |
| 2    | Primož Roglič (SLO)       | Bora-Hansgrohe        | + 0"       |
| 3    | Matteo Jorgenson (USA)    | Movistar Team         | + 0"       |
| 4    | Giulio Ciccone (ITA)      | Lidl-Trek             | + 0"       |
| 5    | Oier Lazkano (SPA)        | Movistar Team         | + 0"       |
| 6    | Dylan Teuns (BEL)         | Israel-Premier Tech   | + 0"       |
| 7    | Lukas Nerurkar (GBR)      | EF Education-EasyPost | + 0"       |
| 8    | Clément Champoussin (FRA) | Arkéa-B&B Hotels      | + 0"       |
| 9    | Romain Grégoire (FRA)     | Groupama-FDJ          | + 0"       |
| 10   | Guillaume Martin (FRA)    | Cofidis               | + 0"       |

| Pos. | Corredor                  | Equip                      | Temps      |
| ---- | ------------------------- | -------------------------- | ---------- |
| 1    | Magnus Cort (DEN)         | Uno-X Mobility             | 7h 23' 02" |
| 2    | Primož Roglič (SLO)       | Bora-Hansgrohe             | + 4"       |
| 3    | Matteo Jorgenson (USA)    | Movistar Team              | + 6"       |
| 4    | Bruno Armirail (FRA)      | Decathlon-AG2R La Mondiale | + 8"       |
| 5    | Clément Champoussin (FRA) | Arkéa-B&B Hotels           | + 10"      |
| 6    | Derek Gee (CAN)           | Israel-Premier Tech        | + 10"      |
| 7    | Oier Lazkano (SPA)        | Movistar Team              | + 10"      |
| 8    | Krists Neilands (LAT)     | Israel-Premier Tech        | + 10"      |
| 9    | Juan Ayuso (SPA)          | UAE Team Emirates          | + 10"      |
| 10   | Jack Haig (AUS)           | Bahrain Victorious         | + 10"      |

### Etapa 3
4 de juny de 2024 – Celles-sur-Durolle fins a Les Estables, 181,7 km.
| Pos. | Corredor                  | Equip                   | Temps      |
| ---- | ------------------------- | ----------------------- | ---------- |
| 1    | Derek Gee (CAN)           | Israel-Premier Tech     | 4h 22' 18" |
| 2    | Romain Grégoire (FRA)     | Groupama-FDJ            | + 0"       |
| 3    | Lukas Nerurkar (GBR)      | EF Education-EasyPost   | + 3"       |
| 4    | Giulio Ciccone (ITA)      | Lidl-Trek               | + 3"       |
| 5    | Harold Tejada (COL)       | Astana Qazaqstan Team   | + 3"       |
| 6    | Santiago Buitrago (COL)   | Bahrain Victorious      | + 3"       |
| 7    | Aleksandr Vlàssov         | Bora-Hansgrohe          | + 3"       |
| 8    | Clément Champoussin (FRA) | Arkéa-B&B Hotels        | + 3"       |
| 9    | Matteo Jorgenson (USA)    | Team Visma-Lease a Bike | + 3"       |
| 10   | Primož Roglič (SLO)       | Bora-Hansgrohe          | + 3"       |

| Pos. | Corredor                  | Equip                      | Temps       |
| ---- | ------------------------- | -------------------------- | ----------- |
| 1    | Derek Gee (CAN)           | Israel-Premier Tech        | 11h 45' 20" |
| 2    | Magnus Cort (DEN)         | Uno-X Mobility             | + 3"        |
| 3    | Romain Grégoire (FRA)     | Groupama-FDJ               | + 4"        |
| 4    | Primož Roglič (SLO)       | Bora-Hansgrohe             | + 7"        |
| 5    | Matteo Jorgenson (USA)    | Team Visma-Lease a Bike    | + 9"        |
| 6    | Lukas Nerurkar (GBR)      | EF Education-EasyPost      | + 9"        |
| 7    | Bruno Armirail (FRA)      | Decathlon-AG2R La Mondiale | + 11"       |
| 8    | Clément Champoussin (FRA) | Arkéa-B&B Hotels           | + 13"       |
| 9    | Giulio Ciccone (ITA)      | Lidl-Trek                  | + 13"       |
| 10   | Carlos Rodríguez (SPA)    | Ineos Grenadiers           | + 13"       |

### Etapa 4
5 de juny de 2024 – Saint-Germain-Laval fins a Neulise, 34,4 km. (CRI)
| Pos. | Corredor                 | Equip                      | Temps    |
| ---- | ------------------------ | -------------------------- | -------- |
| 1    | Remco Evenepoel (BEL)    | Soudal Quick-Step          | 41' 49"  |
| 2    | Joshua Tarling (GBR)     | Ineos Grenadiers           | + 17"    |
| 3    | Primož Roglič (SLO)      | Bora-Hansgrohe             | + 39"    |
| 4    | Matteo Jorgenson (USA)   | Team Visma-Lease a Bike    | + 1' 07" |
| 5    | Oier Lazkano (SPA)       | Movistar Team              | + 1' 21" |
| 6    | Derek Gee (CAN)          | Israel-Premier Tech        | + 1' 24" |
| 7    | Neilson Powless (USA)    | EF Education-EasyPost      | + 1' 24" |
| 8    | Bruno Armirail (FRA)     | Decathlon-AG2R La Mondiale | + 1' 26" |
| 9    | Juan Ayuso (SPA)         | UAE Team Emirates          | + 1' 27" |
| 10   | Tao Geoghegan Hart (GBR) | Lidl-Trek                  | + 1' 38" |

| Pos. | Corredor                 | Equip                      | Temps       |
| ---- | ------------------------ | -------------------------- | ----------- |
| 1    | Remco Evenepoel (BEL)    | Soudal Quick-Step          | 12h 27' 22" |
| 2    | Primož Roglič (SLO)      | Bora-Hansgrohe             | + 33"       |
| 3    | Matteo Jorgenson (USA)   | Team Visma-Lease a Bike    | + 1' 04"    |
| 4    | Derek Gee (CAN)          | Israel-Premier Tech        | + 1' 11"    |
| 5    | Oier Lazkano (SPA)       | Movistar Team              | + 1' 21"    |
| 6    | Bruno Armirail (FRA)     | Decathlon-AG2R La Mondiale | + 1' 25"    |
| 7    | Neilson Powless (USA)    | EF Education-EasyPost      | + 1' 25"    |
| 8    | Juan Ayuso (SPA)         | UAE Team Emirates          | + 1' 27"    |
| 9    | Tao Geoghegan Hart (GBR) | Lidl-Trek                  | + 1' 39"    |
| 10   | Carlos Rodríguez (SPA)   | Ineos Grenadiers           | + 1' 41"    |

### Etapa 5
6 de juny de 2024 – Amplepuis fins a Saint-Priest, 181,7 km.
A només 21 quilòmetres d'acabar, una gran caiguda, que afectà a molts corredors, feu que l'etapa es veiés neutralitzada i els ciclistes arribaren a Saint-Priest tots junts. L'etapa no tingué guanyador i les classificacions es mantingueren igual que l'etapa anterior. Alguns ciclistes, com Dylan van Baarle i Steven Kruijswijk, del Team Visma-Lease a Bike, tingueren que abandonar la cursa per les lesions.
|      | \| Pos. \| Corredor \| Equip \| Temps \| \| ---- \| ------------------------ \| -------------------------- \| ----------- \| \| 1 \| Remco Evenepoel (BEL) \| Soudal Quick-Step \| 12h 27' 22" \| \| 2 \| Primož Roglič (SLO) \| Bora-Hansgrohe \| + 33" \| \| 3 \| Matteo Jorgenson (USA) \| Team Visma-Lease a Bike \| + 1' 04" \| \| 4 \| Derek Gee (CAN) \| Israel-Premier Tech \| + 1' 11" \| \| 5 \| Oier Lazkano (SPA) \| Movistar Team \| + 1' 21" \| \| 6 \| Bruno Armirail (FRA) \| Decathlon-AG2R La Mondiale \| + 1' 25" \| \| 7 \| Neilson Powless (USA) \| EF Education-EasyPost \| + 1' 25" \| \| 8 \| Juan Ayuso (SPA) \| UAE Team Emirates \| + 1' 27" \| \| 9 \| Tao Geoghegan Hart (GBR) \| Lidl-Trek \| + 1' 39" \| \| 10 \| Carlos Rodríguez (SPA) \| Ineos Grenadiers \| + 1' 41" \| |                            |             |
| Pos. | Corredor | Equip                      | Temps       |
| 1    | Remco Evenepoel (BEL) | Soudal Quick-Step          | 12h 27' 22" |
| 2    | Primož Roglič (SLO) | Bora-Hansgrohe             | + 33"       |
| 3    | Matteo Jorgenson (USA) | Team Visma-Lease a Bike    | + 1' 04"    |
| 4    | Derek Gee (CAN) | Israel-Premier Tech        | + 1' 11"    |
| 5    | Oier Lazkano (SPA) | Movistar Team              | + 1' 21"    |
| 6    | Bruno Armirail (FRA) | Decathlon-AG2R La Mondiale | + 1' 25"    |
| 7    | Neilson Powless (USA) | EF Education-EasyPost      | + 1' 25"    |
| 8    | Juan Ayuso (SPA) | UAE Team Emirates          | + 1' 27"    |
| 9    | Tao Geoghegan Hart (GBR) | Lidl-Trek                  | + 1' 39"    |
| 10   | Carlos Rodríguez (SPA) | Ineos Grenadiers           | + 1' 41"    |

### Etapa 6
7 de juny de 2024 – Hauterives fins a Le Collet d'Allevard, 174,1 km.
| Pos. | Corredor               | Equip                   | Temps      |
| ---- | ---------------------- | ----------------------- | ---------- |
| 1    | Primož Roglič (SLO)    | Bora-Hansgrohe          | 4h 19' 59" |
| 2    | Giulio Ciccone (ITA)   | Lidl-Trek               | + 3"       |
| 3    | Aleksandr Vlàssov      | Bora-Hansgrohe          | + 11"      |
| 4    | Derek Gee (CAN)        | Israel-Premier Tech     | + 13"      |
| 5    | Matteo Jorgenson (USA) | Team Visma-Lease a Bike | + 17"      |
| 6    | Laurens De Plus (BEL)  | Ineos Grenadiers        | + 22"      |
| 7    | Carlos Rodríguez (SPA) | Ineos Grenadiers        | + 22"      |
| 8    | Remco Evenepoel (BEL)  | Soudal Quick-Step       | + 42"      |
| 9    | Jack Haig (AUS)        | Bahrain Victorious      | + 50"      |
| 10   | Jai Hindley (AUS)      | Bora-Hansgrohe          | + 53"      |

| Pos. | Corredor               | Equip                   | Temps       |
| ---- | ---------------------- | ----------------------- | ----------- |
| 1    | Primož Roglič (SLO)    | Bora-Hansgrohe          | 16h 47' 44" |
| 2    | Remco Evenepoel (BEL)  | Soudal Quick-Step       | + 19"       |
| 3    | Matteo Jorgenson (USA) | Team Visma-Lease a Bike | + 58"       |
| 4    | Derek Gee (CAN)        | Israel-Premier Tech     | + 1' 01"    |
| 5    | Aleksandr Vlàssov      | Bora-Hansgrohe          | + 1' 32"    |
| 6    | Carlos Rodríguez (SPA) | Ineos Grenadiers        | + 1' 40"    |
| 7    | Laurens De Plus (BEL)  | Ineos Grenadiers        | + 1' 53"    |
| 8    | Oier Lazkano (SPA)     | Movistar Team           | + 2' 08"    |
| 9    | Callum Scotson (AUS)   | Team Jayco AlUla        | + 2' 15"    |
| 10   | Jack Haig (AUS)        | Bahrain Victorious      | + 2' 31"    |

### Etapa 7
8 de juny de 2024 – Albertville fins a Samoëns 1600, 155,3 km.
| Pos. | Corredor                | Equip                   | Temps      |
| ---- | ----------------------- | ----------------------- | ---------- |
| 1    | Primož Roglič (SLO)     | Bora-Hansgrohe          | 4h 19' 59" |
| 2    | Matteo Jorgenson (USA)  | Team Visma-Lease a Bike | + 0"       |
| 3    | Giulio Ciccone (ITA)    | Lidl-Trek               | + 2"       |
| 4    | Oier Lazkano (SPA)      | Movistar Team           | + +2"      |
| 5    | Derek Gee (CAN)         | Israel-Premier Tech     | + 2"       |
| 6    | Carlos Rodríguez (SPA)  | Ineos Grenadiers        | + 8"       |
| 7    | Santiago Buitrago (COL) | Bahrain Victorious      | + 14"      |
| 8    | Laurens De Plus (BEL)   | Ineos Grenadiers        | + 14"      |
| 9    | Aleksandr Vlàssov       | Bora-Hansgrohe          | + 14"      |
| 10   | Mikel Landa (SPA)       | Soudal Quick-Step       | + 33"      |

| Pos. | Corredor               | Equip                   | Temps       |
| ---- | ---------------------- | ----------------------- | ----------- |
| 1    | Primož Roglič (SLO)    | Bora-Hansgrohe          | 21h 16' 50" |
| 2    | Matteo Jorgenson (USA) | Team Visma-Lease a Bike | + 1' 02"    |
| 3    | Derek Gee (CAN)        | Israel-Premier Tech     | + 1' 13"    |
| 4    | Aleksandr Vlàssov      | Bora-Hansgrohe          | + 1' 56"    |
| 5    | Carlos Rodríguez (SPA) | Ineos Grenadiers        | + 1' 58"    |
| 6    | Remco Evenepoel (BEL)  | Soudal Quick-Step       | + 2' 15"    |
| 7    | Laurens De Plus (BEL)  | Ineos Grenadiers        | + 2' 17"    |
| 8    | Oier Lazkano (SPA)     | Movistar Team           | + 2' 20"    |
| 9    | Giulio Ciccone (ITA)   | Lidl-Trek               | + 2' 54"    |
| 10   | Mikel Landa (SPA)      | Soudal Quick-Step       | + 3' 51"    |

### Etapa 8
9 de juny de 2024 – Thônes fins a Plateau des Glières, 160,6 km.
| Pos. | Corredor                | Equip                   | Temps      |
| ---- | ----------------------- | ----------------------- | ---------- |
| 1    | Carlos Rodríguez (SPA)  | Ineos Grenadiers        | 4h 18' 02" |
| 2    | Matteo Jorgenson (USA)  | Team Visma-Lease a Bike | + 0"       |
| 3    | Derek Gee (CAN)         | Israel-Premier Tech     | + 15"      |
| 4    | Laurens De Plus (BEL)   | Ineos Grenadiers        | + 35"      |
| 5    | Santiago Buitrago (COL) | Bahrain Victorious      | + 35"      |
| 6    | Primož Roglič (SLO)     | Bora-Hansgrohe          | + 48"      |
| 7    | Giulio Ciccone (ITA)    | Lidl-Trek               | + 48"      |
| 8    | Remco Evenepoel (BEL)   | Soudal Quick-Step       | + 58"      |
| 9    | Aleksandr Vlàssov       | Bora-Hansgrohe          | + 58"      |
| 10   | Mikel Landa (SPA)       | Soudal Quick-Step       | + 1' 10"   |

## Classificacions finals
| Llegenda                            | Llegenda                            | Llegenda                              | Llegenda                                 |
| ----------------------------------- | ----------------------------------- | ------------------------------------- | ---------------------------------------- |
| Líder de la classificació general   | Líder de la classificació general   | Líder de la classificació de muntanya | Líder de la classificació de la muntanya |
| Líder de la classificació per punts | Líder de la classificació per punts | Líder de la classificació dels joves  | Líder de la classificació dels joves     |
|                                     | Líder de la classificació d'equips  |                                       |                                          |

### Classificació general
| Pos. | Corredor               | Equip                   | Temps       |
| ---- | ---------------------- | ----------------------- | ----------- |
| 1    | Primož Roglič (SLO)    | Bora-Hansgrohe          | 25h 35' 40" |
| 2    | Matteo Jorgenson (USA) | Team Visma-Lease a Bike | + 8"        |
| 3    | Derek Gee (CAN)        | Israel-Premier Tech     | + 36"       |
| 4    | Carlos Rodríguez (SPA) | Ineos Grenadiers        | + 1' 00"    |
| 5    | Laurens De Plus (BEL)  | Ineos Grenadiers        | + 2' 04"    |
| 6    | Aleksandr Vlàssov      | Bora-Hansgrohe          | + 2' 06"    |
| 7    | Remco Evenepoel (BEL)  | Soudal Quick-Step       | + 2' 25"    |
| 8    | Giulio Ciccone (ITA)   | Lidl-Trek               | + 2' 54"    |
| 9    | Oier Lazkano (SPA)     | Movistar Team           | + 2' 54"    |
| 10   | Mikel Landa (SPA)      | Soudal Quick-Step       | + 4' 13"    |

| Pos. | Corredor               | Equip                   | Punts |
| ---- | ---------------------- | ----------------------- | ----- |
| 1    | Primož Roglič (SLO)    | Bora-Hansgrohe          | 73    |
| 2    | Matteo Jorgenson (USA) | Team Visma-Lease a Bike | 66    |
| 3    | Giulio Ciccone (ITA)   | Lidl-Trek               | 62    |
| 4    | Derek Gee (CAN)        | Israel-Premier Tech     | 54    |
| 5    | Magnus Cort (DEN)      | Uno-X Mobility          | 41    |
| 6    | Romain Grégoire (FRA)  | Groupama-FDJ            | 34    |
| 7    | Oier Lazkano (SPA)     | Movistar Team           | 30    |
| 8    | Aleksandr Vlàssov      | Bora-Hansgrohe          | 26    |
| 9    | Mads Pedersen (DEN)    | Lidl-Trek               | 25    |
| 10   | Carlos Rodríguez (SPA) | Ineos Grenadiers        | 24    |

| Pos. | Corredor                  | Equip                   | Temps       |
| ---- | ------------------------- | ----------------------- | ----------- |
| 1    | Matteo Jorgenson (USA)    | Team Visma-Lease a Bike | 25h 35' 48" |
| 2    | Carlos Rodríguez (SPA)    | Ineos Grenadiers        | + 52"       |
| 3    | Remco Evenepoel (BEL)     | Soudal Quick-Step       | + 2' 17"    |
| 4    | Oier Lazkano (SPA)        | Movistar Team           | + 2' 46"    |
| 5    | Santiago Buitrago (COL)   | Bahrain Victorious      | + 4' 20"    |
| 6    | Javier Romo (SPA)         | Movistar Team           | + 5' 45"    |
| 7    | Romain Grégoire (FRA)     | Groupama-FDJ            | + 28' 35"   |
| 8    | Darren Rafferty (IRL)     | EF Education-EasyPost   | + 34' 39"   |
| 9    | Alessandro Fancellu (ITA) | Q36.5 Pro Cycling Team  | + 42' 54"   |
| 10   | Igor Arrieta (SPA)        | UAE Team Emirates       | + 45' 07"   |

| Pos. | Corredor                | Equip                     | Punts |
| ---- | ----------------------- | ------------------------- | ----- |
| 1    | Lorenzo Fortunato (ITA) | Astana Qazaqstan Team     | 40    |
| 2    | Marc Soler (SPA)        | UAE Team Emirates         | 38    |
| 3    | Primož Roglič (SLO)     | Bora-Hansgrohe            | 31    |
| 4    | Matteo Jorgenson (USA)  | Team Visma-Lease a Bike   | 26    |
| 5    | Mathis Le Berre (FRA)   | Arkéa-B&B Hotels          | 24    |
| 6    | Derek Gee (CAN)         | Israel-Premier Tech       | 22    |
| 7    | Giulio Ciccone (ITA)    | Lidl-Trek                 | 22    |
| 8    | Warren Barguil (FRA)    | Team DSM-Firmenich PostNL | 22    |
| 9    | Carlos Rodríguez (SPA)  | Ineos Grenadiers          | 19    |
| 10   | Aleksandr Vlàssov       | Bora-Hansgrohe            | 13    |

| Pos. | Equip                      | Temps        |
| ---- | -------------------------- | ------------ |
| 1    | Bora-Hansgrohe             | 77h 05' 45"  |
| 2    | Ineos Grenadiers           | + 7' 01"     |
| 3    | Israel-Premier Tech        | + 19' 04"    |
| 4    | Movistar Team              | + 24' 40"    |
| 5    | Team Visma-Lease A Bike    | + 33' 48"    |
| 6    | UAE Team Emirates          | + 40' 46"    |
| 7    | Groupama-FDJ               | + 50' 00"    |
| 8    | Soudal Quick-Step          | + 53' 59"    |
| 9    | Bahrain Victorious         | + 1h 08' 28" |
| 10   | Decathlon-AG2R La Mondiale | + 1h 19' 07" |

## Evolució de les classificacions
| Etapa | Vencedor            | Classificació general | Classificació per punts | Classificació de la muntanya | Classificació dels joves | Classificació dels joves | Premi de la combativitat       |
| ----- | ------------------- | --------------------- | ----------------------- | ---------------------------- | ------------------------ | ------------------------ | ------------------------------ |
| 1     | Mads Pedersen       | Mads Pedersen         | Mads Pedersen           | Mark Donovan                 | Hugo Page                | Arkéa-B&B Hotels         | Mark Donovan                   |
| 2     | Magnus Cort         | Magnus Cort           | Magnus Cort             | Mathis Le Berre              | Matteo Jorgenson         | Movistar Team            | Bruno Armirail                 |
| 3     | Derek Gee           | Derek Gee             | Giulio Ciccone          | Mathis Le Berre              | Romain Grégoire          | Movistar Team            | Nicolas Prodhomme              |
| 4     | Remco Evenepoel     | Remco Evenepoel       | Primož Roglič           | Mathis Le Berre              | Remco Evenepoel          | Bora-Hansgrohe           | no entregat                    |
| 5     | etapa neutralitzada | Remco Evenepoel       | Primož Roglič           | Mathis Le Berre              | Remco Evenepoel          | Bora-Hansgrohe           | Mathis Le Berre i Tobias Bayer |
| 6     | Primož Roglič       | Primož Roglič         | Primož Roglič           | Mathis Le Berre              | Remco Evenepoel          | Bora-Hansgrohe           | Romain Grégoire                |
| 7     | Primož Roglič       | Primož Roglič         | Primož Roglič           | Primož Roglič                | Matteo Jorgenson         | Bora-Hansgrohe           | Marc Soler                     |
| 8     | Carlos Rodríguez    | Primož Roglič         | Primož Roglič           | Lorenzo Fortunato            | Matteo Jorgenson         | Bora-Hansgrohe           | Guillaume Martin               |
| Final | Final               | Primož Roglič         | Primož Roglič           | Lorenzo Fortunato            | Matteo Jorgenson         | Bora-Hansgrohe           | no entregat                    |

1. ↑  Durant la segona etapa, Sam Bennett, segon de la classificació per punts, portà el mallot verd ja que Mads Pedersen, líder d'aquesta classificació, portà el mallot groc com a líder de la general.
2. ↑  Durant la tercera etapa, Mads Pedersen, segon de la classificació per punts, portà el mallot verd ja que Magnus Cort, líder d'aquesta classificació, portà el mallot groc com a líder de la general.
3. ↑  Durant la setena i vuitena etapa, Giulio Ciccone, segon de la classificació per punts, portà el mallot verd ja que Primož Roglič, líder d'aquesta classificació, portà el mallot groc com a líder de la general.
4. ↑  Durant la cinquena i sisena etapa, Matteo Jorgenson, segon de la classificació dels joves, portà el mallot blanc ja que Remco Evenepoel, líder d'aquesta classificació, portà el mallot groc com a líder de la general.
5. ↑  Durant la vuitena etapa, Lorenzo Fortunato segona de la classificació de la muntanya, portà el mallot blau amb punts blanca ja que Primož Roglič, líder d'aquesta classificació, portà el mallot groc com a líder de la general.

## Llista de participants
| Team Visma \| Lease a Bike TVL | Team Visma \| Lease a Bike TVL | Team Visma \| Lease a Bike TVL |
| ------------------------------ | ------------------------------ | ------------------------------ |
| Núm                            | Ciclista                       | Pos                            |
| 1                              | Sepp Kuss (USA)                | NP-8                           |
| 2                              | Tiesj Benoot (BEL)             | 33è                            |
| 3                              | Koen Bouwman (NED)             | 34è                            |
| 4                              | Matteo Jorgenson (USA)         | 2n                             |
| 5                              | Steven Kruijswijk (NED)        | DNF-5                          |
| 6                              | Bart Lemmen (NED)              | 30è                            |
| 7                              | Dylan van Baarle (NED) (crono) | DNF-5                          |

| UAE Team Emirates UAD | UAE Team Emirates UAD      | UAE Team Emirates UAD |
| --------------------- | -------------------------- | --------------------- |
| Núm                   | Ciclista                   | Pos                   |
| 11                    | Juan Ayuso Pesquera (ESP)  | NP-6                  |
| 12                    | Igor Arrieta (ESP)         | 37è                   |
| 13                    | Nils Politt (GER) (crono)  | 49è                   |
| 14                    | Pàvel Sivakov (FRA)        | DNF-8                 |
| 15                    | Marc Soler i Giménez (ESP) | 17è                   |
| 16                    | Michael Vink (NZL)         | 74è                   |
| 17                    | Tim Wellens (BEL)          | 45è                   |

| Decathlon-AG2R La Mondiale DAT | Decathlon-AG2R La Mondiale DAT | Decathlon-AG2R La Mondiale DAT |
| ------------------------------ | ------------------------------ | ------------------------------ |
| Núm                            | Ciclista                       | Pos                            |
| 21                             | Bruno Armirail (FRA)           | 28è                            |
| 22                             | Sam Bennett (IRL)              | 92è                            |
| 23                             | Clément Berthet (FRA)          | DNF-7                          |
| 24                             | Edvald Boasson Hagen (NOR)     | 85è                            |
| 25                             | Dorian Godon (FRA)             | 55è                            |
| 26                             | Oliver Naesen (BEL)            | 80è                            |
| 27                             | Nicolas Prodhomme (FRA)        | 27è                            |

| Bora-Hansgrohe BOH | Bora-Hansgrohe BOH   | Bora-Hansgrohe BOH |
| ------------------ | -------------------- | ------------------ |
| Núm                | Ciclista             | Pos                |
| 31                 | Primož Roglič (SLO)  | 1r                 |
| 32                 | Nico Denz (GER)      | 91è                |
| 33                 | Marco Haller (AUT)   | 94è                |
| 34                 | Jai Hindley (AUS)    | 20è                |
| 35                 | Bob Jungels (LUX)    | 40è                |
| 36                 | Matteo Sobrero (ITA) | 38è                |
| 37                 | Aleksandr Vlàssov    | 6è                 |

| Soudal Quick-Step SOQ | Soudal Quick-Step SOQ                | Soudal Quick-Step SOQ |
| --------------------- | ------------------------------------ | --------------------- |
| Núm                   | Ciclista                             | Pos                   |
| 41                    | Remco Evenepoel (BEL) (ruta i crono) | 7è                    |
| 42                    | Antoine Huby (FRA)                   | DNF-7                 |
| 43                    | James Knox (GBR)                     | 77è                   |
| 44                    | Mikel Landa Meana (ESP)              | 10è                   |
| 45                    | Gianni Moscon (ITA)                  | 88è                   |
| 46                    | Casper Pedersen (DEN)                | 87è                   |
| 47                    | Ilan Van Wilder (BEL)                | DNF-7                 |

| Lidl-Trek LTK | Lidl-Trek LTK                    | Lidl-Trek LTK |
| ------------- | -------------------------------- | ------------- |
| Núm           | Ciclista                         | Pos           |
| 51            | Giulio Ciccone (ITA)             | 8è            |
| 52            | Tao Geoghegan Hart (GBR)         | NP-7          |
| 53            | Ryan Gibbons (RSA)               | NP-8          |
| 54            | Alex Kirsch (LUX) (ruta i crono) | DNF-6         |
| 55            | Mads Pedersen (DEN)              | 61è           |
| 56            | Toms Skujiņš (LAT)               | DNF-8         |
| 57            | Carlos Verona Quintanilla (ESP)  | 41è           |

| Uno-X Mobility UXM | Uno-X Mobility UXM         | Uno-X Mobility UXM |
| ------------------ | -------------------------- | ------------------ |
| Núm                | Ciclista                   | Pos                |
| 61                 | Odd Christian Eiking (NOR) | NP-6               |
| 62                 | Idar Andersen (NOR)        | DNF-8              |
| 63                 | Markus Hoelgaard (NOR)     | 51è                |
| 64                 | Ådne Holter (NOR)          | DNF-5              |
| 65                 | Andreas Leknessund (NOR)   | 54è                |
| 66                 | Magnus Cort Nielsen (DEN)  | 53è                |
| 67                 | Anders Skaarseth (NOR)     | NP-7               |

| Bahrain Victorious TBV | Bahrain Victorious TBV          | Bahrain Victorious TBV |
| ---------------------- | ------------------------------- | ---------------------- |
| Núm                    | Ciclista                        | Pos                    |
| 71                     | Santiago Buitrago Sánchez (COL) | 11è                    |
| 72                     | Kamil Gradek (POL)              | NP-6                   |
| 73                     | Jack Haig (AUS)                 | 16è                    |
| 74                     | Rainer Kepplinger (AUT)         | NP-6                   |
| 75                     | Jasha Sütterlin (GER)           | NP-6                   |
| 76                     | Antonio Tiberi (ITA)            | NP-3                   |
| 77                     | Fred Wright (GBR) (ruta)        | 66è                    |

| Groupama-FDJ GFC | Groupama-FDJ GFC              | Groupama-FDJ GFC |
| ---------------- | ----------------------------- | ---------------- |
| Núm              | Ciclista                      | Pos              |
| 81               | David Gaudu (FRA)             | 15è              |
| 82               | Kevin Geniets (LUX)           | 44è              |
| 83               | Romain Grégoire (FRA)         | 26è              |
| 84               | Valentin Madouas (FRA) (ruta) | 42è              |
| 85               | Quentin Pacher (FRA)          | 52è              |
| 86               | Rémy Rochas (FRA)             | DNF-5            |
| 87               | Clément Russo (FRA)           | NP-7             |

| Ineos Grenadiers IGD | Ineos Grenadiers IGD                       | Ineos Grenadiers IGD |
| -------------------- | ------------------------------------------ | -------------------- |
| Núm                  | Ciclista                                   | Pos                  |
| 91                   | Carlos Rodríguez Cano (ESP)                | 4t                   |
| 92                   | Jonathan Castroviejo Nicolás (ESP) (crono) | 56è                  |
| 93                   | Laurens De Plus (BEL)                      | 5è                   |
| 94                   | Omar Fraile Matarranz (ESP)                | 43è                  |
| 95                   | Michał Kwiatkowski (POL)                   | 32è                  |
| 96                   | Joshua Tarling (GBR) (crono)               | 46è                  |
| 97                   | Ben Turner (GBR)                           | 76è                  |

| Cofidis COF | Cofidis COF                    | Cofidis COF |
| ----------- | ------------------------------ | ----------- |
| Núm         | Ciclista                       | Pos         |
| 101         | Guillaume Martin (FRA)         | 19è         |
| 102         | Kenny Elissonde (FRA)          | DNF-7       |
| 103         | Gorka Izagirre Insausti (ESP)  | 84è         |
| 104         | Jonathan Lastra Martínez (ESP) | 58è         |
| 105         | Axel Mariault (FRA)            | DNF-5       |
| 106         | Hugo Toumire (FRA)             | NP-7        |
| 107         | Oliver Knight (GBR)            | DNF-7       |

| Movistar Team MOV | Movistar Team MOV               | Movistar Team MOV |
| ----------------- | ------------------------------- | ----------------- |
| Núm               | Ciclista                        | Pos               |
| 111               | Davide Formolo (ITA)            | 36è               |
| 112               | Iván García Cortina (ESP)       | DNF-7             |
| 113               | Oier Lazkano López (ESP) (ruta) | 9è                |
| 114               | Gregor Mühlberger (AUT) (ruta)  | 48è               |
| 115               | Antonio Pedrero López (ESP)     | DNF-8             |
| 116               | Javier Romo (ESP)               | 12è               |
| 117               | Iván Ramiro Sosa Cuervo (COL)   | DNF-7             |

| Team dsm-firmenich PostNL DFP | Team dsm-firmenich PostNL DFP | Team dsm-firmenich PostNL DFP |
| ----------------------------- | ----------------------------- | ----------------------------- |
| Núm                           | Ciclista                      | Pos                           |
| 121                           | Warren Barguil (FRA)          | 22è                           |
| 122                           | Romain Combaud (FRA)          | 89è                           |
| 123                           | Alexander Edmondson (AUS)     | DNF-1                         |
| 124                           | Enzo Leijnse (NED)            | 86è                           |
| 125                           | Emīls Liepiņš (LAT) (ruta)    | DNF-7                         |
| 126                           | Niklas Märkl (GER)            | 82è                           |
| 127                           | Martijn Tusveld (NED)         | 57è                           |

| Arkéa-B&B Hotels ARK | Arkéa-B&B Hotels ARK            | Arkéa-B&B Hotels ARK |
| -------------------- | ------------------------------- | -------------------- |
| Núm                  | Ciclista                        | Pos                  |
| 131                  | Cristián Rodríguez Martín (ESP) | DNF-7                |
| 132                  | Clément Champoussin (FRA)       | NP-8                 |
| 133                  | Thibault Guernalec (FRA)        | 70è                  |
| 134                  | Laurens Huys (BEL)              | DNF-5                |
| 135                  | Mathis Le Berre (FRA)           | 78è                  |
| 136                  | Florian Sénéchal (FRA)          | DNF-8                |
| 137                  | Clément Venturini (FRA)         | 71è                  |

| Lotto Dstny LTD | Lotto Dstny LTD             | Lotto Dstny LTD |
| --------------- | --------------------------- | --------------- |
| Núm             | Ciclista                    | Pos             |
| 141             | Andreas Kron (DEN)          | DNF-6           |
| 142             | Logan Currie (NZL)          | NP-7            |
| 143             | Arjen Livyns (BEL)          | 73è             |
| 144             | Milan Menten (BEL)          | DNF-5           |
| 145             | Mathijs Paasschens (NED)    | 75è             |
| 146             | Eduardo Sepúlveda (ARG)     | 18è             |
| 147             | Jonas Gregaard Wilsly (DEN) | 62è             |

| EF Education-EasyPost EFE | EF Education-EasyPost EFE     | EF Education-EasyPost EFE |
| ------------------------- | ----------------------------- | ------------------------- |
| Núm                       | Ciclista                      | Pos                       |
| 151                       | Neilson Powless (USA)         | DNF-7                     |
| 152                       | Owain Doull (GBR)             | 59è                       |
| 153                       | Lukas Nerurkar (GBR)          | NP-6                      |
| 154                       | Sean Quinn (USA) (ruta)       | 39è                       |
| 155                       | Darren Rafferty (IRL) (crono) | 29è                       |
| 156                       | Jonas Rutsch (GER)            | 60è                       |
| 157                       | Harry Sweeny (AUS)            | NP-6                      |

| Intermarché-Wanty IWA | Intermarché-Wanty IWA  | Intermarché-Wanty IWA |
| --------------------- | ---------------------- | --------------------- |
| Núm                   | Ciclista               | Pos                   |
| 161                   | Louis Meintjes (RSA)   | 14è                   |
| 162                   | Vito Braet (BEL)       | DNF-8                 |
| 163                   | Kobe Goossens (BEL)    | NP-6                  |
| 164                   | Hugo Page (FRA)        | 93è                   |
| 165                   | Tom Paquot (BEL)       | NP-8                  |
| 166                   | Adrien Petit (FRA)     | DNF-3                 |
| 167                   | Georg Zimmermann (GER) | 50è                   |

| Team Jayco AlUla JAY | Team Jayco AlUla JAY          | Team Jayco AlUla JAY |
| -------------------- | ----------------------------- | -------------------- |
| Núm                  | Ciclista                      | Pos                  |
| 171                  | Chris Harper (AUS)            | NP-4                 |
| 172                  | Davide De Pretto (ITA)        | 72è                  |
| 173                  | Luke Durbridge (AUS)          | NP-5                 |
| 174                  | Christopher Juul-Jensen (DEN) | NP-7                 |
| 175                  | Jan Maas (NED)                | 68è                  |
| 176                  | Blake Quick (AUS)             | NP-7                 |
| 177                  | Callum Scotson (AUS)          | 13è                  |

| Alpecin-Deceuninck ADC | Alpecin-Deceuninck ADC | Alpecin-Deceuninck ADC |
| ---------------------- | ---------------------- | ---------------------- |
| Núm                    | Ciclista               | Pos                    |
| 181                    | Lars Boven (NED)       | DNF-3                  |
| 182                    | Tobias Bayer (AUT)     | 79è                    |
| 183                    | Juri Hollmann (GER)    | 65è                    |
| 184                    | Xandro Meurisse (BEL)  | 47è                    |
| 185                    | Jason Osborne (GER)    | 63è                    |
| 186                    | Jensen Plowright (AUS) | DNF-8                  |
| 187                    | Luca Vergallito (ITA)  | 67è                    |

| Astana Qazaqstan Team AST | Astana Qazaqstan Team AST | Astana Qazaqstan Team AST |
| ------------------------- | ------------------------- | ------------------------- |
| Núm                       | Ciclista                  | Pos                       |
| 191                       | Lorenzo Fortunato (ITA)   | 31è                       |
| 192                       | Anthon Charmig (DEN)      | DNF-7                     |
| 193                       | Michele Gazzoli (ITA)     | 90è                       |
| 194                       | Anton Kuzmin (KAZ)        | 69è                       |
| 195                       | Ide Schelling (NED)       | DNF-8                     |
| 196                       | Harold Tejada (COL)       | NP-8                      |
| 197                       | Santiago Umba (COL)       | NP-7                      |

| Israel-Premier Tech IPT | Israel-Premier Tech IPT  | Israel-Premier Tech IPT |
| ----------------------- | ------------------------ | ----------------------- |
| Núm                     | Ciclista                 | Pos                     |
| 201                     | Christopher Froome (GBR) | 81è                     |
| 202                     | Jakob Fuglsang (DEN)     | 24è                     |
| 203                     | Derek Gee (CAN) (crono)  | 3r                      |
| 204                     | Mason Hollyman (GBR)     | DNF-7                   |
| 205                     | Hugo Houle (CAN)         | 64è                     |
| 206                     | Krists Neilands (LAT)    | 25è                     |
| 207                     | Dylan Teuns (BEL)        | 21è                     |

| Q36.5 Pro Cycling Team Q36 | Q36.5 Pro Cycling Team Q36 | Q36.5 Pro Cycling Team Q36 |
| -------------------------- | -------------------------- | -------------------------- |
| Núm                        | Ciclista                   | Pos                        |
| 211                        | Mark Donovan (GBR)         | DNF-8                      |
| 212                        | Filippo Conca (ITA)        | DNF-7                      |
| 213                        | Alessandro Fancellu (ITA)  | 35è                        |
| 214                        | Carl Fredrik Hagen (NOR)   | 23è                        |
| 215                        | Tobias Ludvigsson (SWE)    | DNF-8                      |
| 216                        | Nicolò Parisini (ITA)      | 83è                        |
| 217                        | James Whelan (AUS)         | DNF-1                      |

| Team Visma \| Lease a Bike TVL | Team Visma \| Lease a Bike TVL | Team Visma \| Lease a Bike TVL |
| ------------------------------ | ------------------------------ | ------------------------------ |
| Núm                            | Ciclista                       | Pos                            |
| 1                              | Sepp Kuss (USA)                | NP-8                           |
| 2                              | Tiesj Benoot (BEL)             | 33è                            |
| 3                              | Koen Bouwman (NED)             | 34è                            |
| 4                              | Matteo Jorgenson (USA)         | 2n                             |
| 5                              | Steven Kruijswijk (NED)        | DNF-5                          |
| 6                              | Bart Lemmen (NED)              | 30è                            |
| 7                              | Dylan van Baarle (NED) (crono) | DNF-5                          |

| UAE Team Emirates UAD | UAE Team Emirates UAD      | UAE Team Emirates UAD |
| --------------------- | -------------------------- | --------------------- |
| Núm                   | Ciclista                   | Pos                   |
| 11                    | Juan Ayuso Pesquera (ESP)  | NP-6                  |
| 12                    | Igor Arrieta (ESP)         | 37è                   |
| 13                    | Nils Politt (GER) (crono)  | 49è                   |
| 14                    | Pàvel Sivakov (FRA)        | DNF-8                 |
| 15                    | Marc Soler i Giménez (ESP) | 17è                   |
| 16                    | Michael Vink (NZL)         | 74è                   |
| 17                    | Tim Wellens (BEL)          | 45è                   |

| Decathlon-AG2R La Mondiale DAT | Decathlon-AG2R La Mondiale DAT | Decathlon-AG2R La Mondiale DAT |
| ------------------------------ | ------------------------------ | ------------------------------ |
| Núm                            | Ciclista                       | Pos                            |
| 21                             | Bruno Armirail (FRA)           | 28è                            |
| 22                             | Sam Bennett (IRL)              | 92è                            |
| 23                             | Clément Berthet (FRA)          | DNF-7                          |
| 24                             | Edvald Boasson Hagen (NOR)     | 85è                            |
| 25                             | Dorian Godon (FRA)             | 55è                            |
| 26                             | Oliver Naesen (BEL)            | 80è                            |
| 27                             | Nicolas Prodhomme (FRA)        | 27è                            |

| Bora-Hansgrohe BOH | Bora-Hansgrohe BOH   | Bora-Hansgrohe BOH |
| ------------------ | -------------------- | ------------------ |
| Núm                | Ciclista             | Pos                |
| 31                 | Primož Roglič (SLO)  | 1r                 |
| 32                 | Nico Denz (GER)      | 91è                |
| 33                 | Marco Haller (AUT)   | 94è                |
| 34                 | Jai Hindley (AUS)    | 20è                |
| 35                 | Bob Jungels (LUX)    | 40è                |
| 36                 | Matteo Sobrero (ITA) | 38è                |
| 37                 | Aleksandr Vlàssov    | 6è                 |

| Soudal Quick-Step SOQ | Soudal Quick-Step SOQ                | Soudal Quick-Step SOQ |
| --------------------- | ------------------------------------ | --------------------- |
| Núm                   | Ciclista                             | Pos                   |
| 41                    | Remco Evenepoel (BEL) (ruta i crono) | 7è                    |
| 42                    | Antoine Huby (FRA)                   | DNF-7                 |
| 43                    | James Knox (GBR)                     | 77è                   |
| 44                    | Mikel Landa Meana (ESP)              | 10è                   |
| 45                    | Gianni Moscon (ITA)                  | 88è                   |
| 46                    | Casper Pedersen (DEN)                | 87è                   |
| 47                    | Ilan Van Wilder (BEL)                | DNF-7                 |

| Lidl-Trek LTK | Lidl-Trek LTK                    | Lidl-Trek LTK |
| ------------- | -------------------------------- | ------------- |
| Núm           | Ciclista                         | Pos           |
| 51            | Giulio Ciccone (ITA)             | 8è            |
| 52            | Tao Geoghegan Hart (GBR)         | NP-7          |
| 53            | Ryan Gibbons (RSA)               | NP-8          |
| 54            | Alex Kirsch (LUX) (ruta i crono) | DNF-6         |
| 55            | Mads Pedersen (DEN)              | 61è           |
| 56            | Toms Skujiņš (LAT)               | DNF-8         |
| 57            | Carlos Verona Quintanilla (ESP)  | 41è           |

| Uno-X Mobility UXM | Uno-X Mobility UXM         | Uno-X Mobility UXM |
| ------------------ | -------------------------- | ------------------ |
| Núm                | Ciclista                   | Pos                |
| 61                 | Odd Christian Eiking (NOR) | NP-6               |
| 62                 | Idar Andersen (NOR)        | DNF-8              |
| 63                 | Markus Hoelgaard (NOR)     | 51è                |
| 64                 | Ådne Holter (NOR)          | DNF-5              |
| 65                 | Andreas Leknessund (NOR)   | 54è                |
| 66                 | Magnus Cort Nielsen (DEN)  | 53è                |
| 67                 | Anders Skaarseth (NOR)     | NP-7               |

| Bahrain Victorious TBV | Bahrain Victorious TBV          | Bahrain Victorious TBV |
| ---------------------- | ------------------------------- | ---------------------- |
| Núm                    | Ciclista                        | Pos                    |
| 71                     | Santiago Buitrago Sánchez (COL) | 11è                    |
| 72                     | Kamil Gradek (POL)              | NP-6                   |
| 73                     | Jack Haig (AUS)                 | 16è                    |
| 74                     | Rainer Kepplinger (AUT)         | NP-6                   |
| 75                     | Jasha Sütterlin (GER)           | NP-6                   |
| 76                     | Antonio Tiberi (ITA)            | NP-3                   |
| 77                     | Fred Wright (GBR) (ruta)        | 66è                    |

| Groupama-FDJ GFC | Groupama-FDJ GFC              | Groupama-FDJ GFC |
| ---------------- | ----------------------------- | ---------------- |
| Núm              | Ciclista                      | Pos              |
| 81               | David Gaudu (FRA)             | 15è              |
| 82               | Kevin Geniets (LUX)           | 44è              |
| 83               | Romain Grégoire (FRA)         | 26è              |
| 84               | Valentin Madouas (FRA) (ruta) | 42è              |
| 85               | Quentin Pacher (FRA)          | 52è              |
| 86               | Rémy Rochas (FRA)             | DNF-5            |
| 87               | Clément Russo (FRA)           | NP-7             |

| Ineos Grenadiers IGD | Ineos Grenadiers IGD                       | Ineos Grenadiers IGD |
| -------------------- | ------------------------------------------ | -------------------- |
| Núm                  | Ciclista                                   | Pos                  |
| 91                   | Carlos Rodríguez Cano (ESP)                | 4t                   |
| 92                   | Jonathan Castroviejo Nicolás (ESP) (crono) | 56è                  |
| 93                   | Laurens De Plus (BEL)                      | 5è                   |
| 94                   | Omar Fraile Matarranz (ESP)                | 43è                  |
| 95                   | Michał Kwiatkowski (POL)                   | 32è                  |
| 96                   | Joshua Tarling (GBR) (crono)               | 46è                  |
| 97                   | Ben Turner (GBR)                           | 76è                  |

| Cofidis COF | Cofidis COF                    | Cofidis COF |
| ----------- | ------------------------------ | ----------- |
| Núm         | Ciclista                       | Pos         |
| 101         | Guillaume Martin (FRA)         | 19è         |
| 102         | Kenny Elissonde (FRA)          | DNF-7       |
| 103         | Gorka Izagirre Insausti (ESP)  | 84è         |
| 104         | Jonathan Lastra Martínez (ESP) | 58è         |
| 105         | Axel Mariault (FRA)            | DNF-5       |
| 106         | Hugo Toumire (FRA)             | NP-7        |
| 107         | Oliver Knight (GBR)            | DNF-7       |

| Movistar Team MOV | Movistar Team MOV               | Movistar Team MOV |
| ----------------- | ------------------------------- | ----------------- |
| Núm               | Ciclista                        | Pos               |
| 111               | Davide Formolo (ITA)            | 36è               |
| 112               | Iván García Cortina (ESP)       | DNF-7             |
| 113               | Oier Lazkano López (ESP) (ruta) | 9è                |
| 114               | Gregor Mühlberger (AUT) (ruta)  | 48è               |
| 115               | Antonio Pedrero López (ESP)     | DNF-8             |
| 116               | Javier Romo (ESP)               | 12è               |
| 117               | Iván Ramiro Sosa Cuervo (COL)   | DNF-7             |

| Team dsm-firmenich PostNL DFP | Team dsm-firmenich PostNL DFP | Team dsm-firmenich PostNL DFP |
| ----------------------------- | ----------------------------- | ----------------------------- |
| Núm                           | Ciclista                      | Pos                           |
| 121                           | Warren Barguil (FRA)          | 22è                           |
| 122                           | Romain Combaud (FRA)          | 89è                           |
| 123                           | Alexander Edmondson (AUS)     | DNF-1                         |
| 124                           | Enzo Leijnse (NED)            | 86è                           |
| 125                           | Emīls Liepiņš (LAT) (ruta)    | DNF-7                         |
| 126                           | Niklas Märkl (GER)            | 82è                           |
| 127                           | Martijn Tusveld (NED)         | 57è                           |

| Arkéa-B&B Hotels ARK | Arkéa-B&B Hotels ARK            | Arkéa-B&B Hotels ARK |
| -------------------- | ------------------------------- | -------------------- |
| Núm                  | Ciclista                        | Pos                  |
| 131                  | Cristián Rodríguez Martín (ESP) | DNF-7                |
| 132                  | Clément Champoussin (FRA)       | NP-8                 |
| 133                  | Thibault Guernalec (FRA)        | 70è                  |
| 134                  | Laurens Huys (BEL)              | DNF-5                |
| 135                  | Mathis Le Berre (FRA)           | 78è                  |
| 136                  | Florian Sénéchal (FRA)          | DNF-8                |
| 137                  | Clément Venturini (FRA)         | 71è                  |

| Lotto Dstny LTD | Lotto Dstny LTD             | Lotto Dstny LTD |
| --------------- | --------------------------- | --------------- |
| Núm             | Ciclista                    | Pos             |
| 141             | Andreas Kron (DEN)          | DNF-6           |
| 142             | Logan Currie (NZL)          | NP-7            |
| 143             | Arjen Livyns (BEL)          | 73è             |
| 144             | Milan Menten (BEL)          | DNF-5           |
| 145             | Mathijs Paasschens (NED)    | 75è             |
| 146             | Eduardo Sepúlveda (ARG)     | 18è             |
| 147             | Jonas Gregaard Wilsly (DEN) | 62è             |

| EF Education-EasyPost EFE | EF Education-EasyPost EFE     | EF Education-EasyPost EFE |
| ------------------------- | ----------------------------- | ------------------------- |
| Núm                       | Ciclista                      | Pos                       |
| 151                       | Neilson Powless (USA)         | DNF-7                     |
| 152                       | Owain Doull (GBR)             | 59è                       |
| 153                       | Lukas Nerurkar (GBR)          | NP-6                      |
| 154                       | Sean Quinn (USA) (ruta)       | 39è                       |
| 155                       | Darren Rafferty (IRL) (crono) | 29è                       |
| 156                       | Jonas Rutsch (GER)            | 60è                       |
| 157                       | Harry Sweeny (AUS)            | NP-6                      |

| Intermarché-Wanty IWA | Intermarché-Wanty IWA  | Intermarché-Wanty IWA |
| --------------------- | ---------------------- | --------------------- |
| Núm                   | Ciclista               | Pos                   |
| 161                   | Louis Meintjes (RSA)   | 14è                   |
| 162                   | Vito Braet (BEL)       | DNF-8                 |
| 163                   | Kobe Goossens (BEL)    | NP-6                  |
| 164                   | Hugo Page (FRA)        | 93è                   |
| 165                   | Tom Paquot (BEL)       | NP-8                  |
| 166                   | Adrien Petit (FRA)     | DNF-3                 |
| 167                   | Georg Zimmermann (GER) | 50è                   |

| Team Jayco AlUla JAY | Team Jayco AlUla JAY          | Team Jayco AlUla JAY |
| -------------------- | ----------------------------- | -------------------- |
| Núm                  | Ciclista                      | Pos                  |
| 171                  | Chris Harper (AUS)            | NP-4                 |
| 172                  | Davide De Pretto (ITA)        | 72è                  |
| 173                  | Luke Durbridge (AUS)          | NP-5                 |
| 174                  | Christopher Juul-Jensen (DEN) | NP-7                 |
| 175                  | Jan Maas (NED)                | 68è                  |
| 176                  | Blake Quick (AUS)             | NP-7                 |
| 177                  | Callum Scotson (AUS)          | 13è                  |

| Alpecin-Deceuninck ADC | Alpecin-Deceuninck ADC | Alpecin-Deceuninck ADC |
| ---------------------- | ---------------------- | ---------------------- |
| Núm                    | Ciclista               | Pos                    |
| 181                    | Lars Boven (NED)       | DNF-3                  |
| 182                    | Tobias Bayer (AUT)     | 79è                    |
| 183                    | Juri Hollmann (GER)    | 65è                    |
| 184                    | Xandro Meurisse (BEL)  | 47è                    |
| 185                    | Jason Osborne (GER)    | 63è                    |
| 186                    | Jensen Plowright (AUS) | DNF-8                  |
| 187                    | Luca Vergallito (ITA)  | 67è                    |

| Astana Qazaqstan Team AST | Astana Qazaqstan Team AST | Astana Qazaqstan Team AST |
| ------------------------- | ------------------------- | ------------------------- |
| Núm                       | Ciclista                  | Pos                       |
| 191                       | Lorenzo Fortunato (ITA)   | 31è                       |
| 192                       | Anthon Charmig (DEN)      | DNF-7                     |
| 193                       | Michele Gazzoli (ITA)     | 90è                       |
| 194                       | Anton Kuzmin (KAZ)        | 69è                       |
| 195                       | Ide Schelling (NED)       | DNF-8                     |
| 196                       | Harold Tejada (COL)       | NP-8                      |
| 197                       | Santiago Umba (COL)       | NP-7                      |

| Israel-Premier Tech IPT | Israel-Premier Tech IPT  | Israel-Premier Tech IPT |
| ----------------------- | ------------------------ | ----------------------- |
| Núm                     | Ciclista                 | Pos                     |
| 201                     | Christopher Froome (GBR) | 81è                     |
| 202                     | Jakob Fuglsang (DEN)     | 24è                     |
| 203                     | Derek Gee (CAN) (crono)  | 3r                      |
| 204                     | Mason Hollyman (GBR)     | DNF-7                   |
| 205                     | Hugo Houle (CAN)         | 64è                     |
| 206                     | Krists Neilands (LAT)    | 25è                     |
| 207                     | Dylan Teuns (BEL)        | 21è                     |

| Q36.5 Pro Cycling Team Q36 | Q36.5 Pro Cycling Team Q36 | Q36.5 Pro Cycling Team Q36 |
| -------------------------- | -------------------------- | -------------------------- |
| Núm                        | Ciclista                   | Pos                        |
| 211                        | Mark Donovan (GBR)         | DNF-8                      |
| 212                        | Filippo Conca (ITA)        | DNF-7                      |
| 213                        | Alessandro Fancellu (ITA)  | 35è                        |
| 214                        | Carl Fredrik Hagen (NOR)   | 23è                        |
| 215                        | Tobias Ludvigsson (SWE)    | DNF-8                      |
| 216                        | Nicolò Parisini (ITA)      | 83è                        |
| 217                        | James Whelan (AUS)         | DNF-1                      |